# 居斯特羅車站
居斯特羅车站（德語：Bahnhof Güstrow）是德国梅克伦堡-前波美拉尼亚州居斯特羅的一个鐵路车站，啟用於1850年。車站等級為三等站。